# Régent

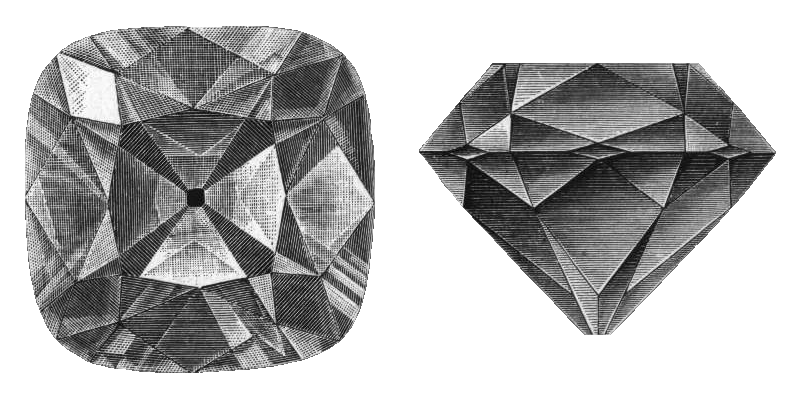
Il diamante Reggente, visto dall'alto e di fronte.

Il Reggente (in francese: Le Régent) è un diamante di 140,64 carati con taglio a brillante, quasi incolore (leggermente azzurro), scoperto nel 1698 a Golconda, in India.

## Storia
Secondo la leggenda, fu scoperto in una miniera del Golgonda, in India, da uno schiavo in fuga dall'Assedio di Golgonda, che offrì a un mercante inglese il 50% del profitto sulla vendita in cambio di un passaggio sicuro in Inghilterra, ma venne invece derubato e ucciso. Dal peso originale di 426 carati, fu venduto prima al mercante Jamchand e infine acquistato dal governatore di Madras, l'inglese Thomas Pitt, per una cifra equivalente a circa 100.000 dollari, che lo battezzò col suo nome. La gemma fu portata in Inghilterra nel 1702, nascosta nel tacco della scarpa del figlio di Pitt, per il taglio, che fu eseguito a brillante (una tecnica per allora nuova, che pare sia stata ideata da gioiellieri di Venezia), dalla ditta Harris, assumendo il peso finale di 140,64 carati (circa 28 grammi). Furono necessari due anni e 5.000 dollari. Dal diamante grezzo furono inoltre ricavati diversi diamanti più piccoli, che vennero venduti allo zar di Russia, Pietro il Grande. Ci furono anche voci secondo cui Pitt fosse venuto in possesso della gemma con mezzo illeciti, voci raccolte da Alexander Pope nei suoi Moral Essay.
Dopo vari tentativi di vendita in diverse corti europee, il 6 giugno 1717 il reggente di Francia, Filippo II di Borbone-Orléans, acquistò da Pitt per 135.000 sterline quello che all'epoca era il più grande diamante nel mondo che divenne quindi noto con il nome Il Reggente (le Regént).
Da allora il diamante fece parte dei gioielli della corona di Francia. Venne incastonato nel 1722 nella Corona di Luigi XV, nel 1775 in quella di Luigi XVI e infine in un berretto per Maria Antonietta. Nel 1791, il suo valore stimato era di £ 480.000 (equivalenti a £ 61.420.000 nel 2021).
Nel 1792, durante la Rivoluzione, il diamante fu rubato insieme a diversi altri gioielli della Corona, come il Bleu de France e l'Hortensia, ma venne presto ritrovato, nascosto fra le travi di una soffitta. Venne preso in custodia dal Direttorio, che lo usò spesso come garanzia per ottenere prestiti atti a finanziare le campagne militari. Nel 1797 venne impegnato dal governo per finanziare in particolare la campagna d'Italia, comandata dal generale Napoleone Bonaparte, ma riscattato da degli ebrei di Berlino, impegnato a loro per tre milioni di franchi, cinque anni dopo dal primo console Bonaparte e da questo ritirato di persona.

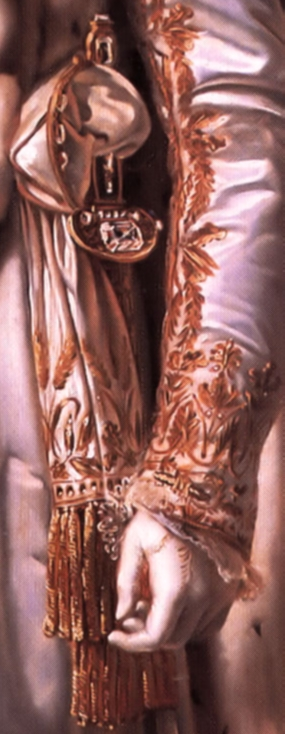
Dettaglio, spada di Napoleone con incastonato il Reggente

L'imperatore lo fece incastonare sull'elsa della sua spada e lo esibì alla sua incoronazione nel 1804. Durante il suo esilio, Maria Luisa portò il Régent nel castello di Blois, poi in Austria. L'imperatore austriaco restituì subito alla Francia questa pietra inalienabile che fu immediatamente reinserita nel tesoro reale.

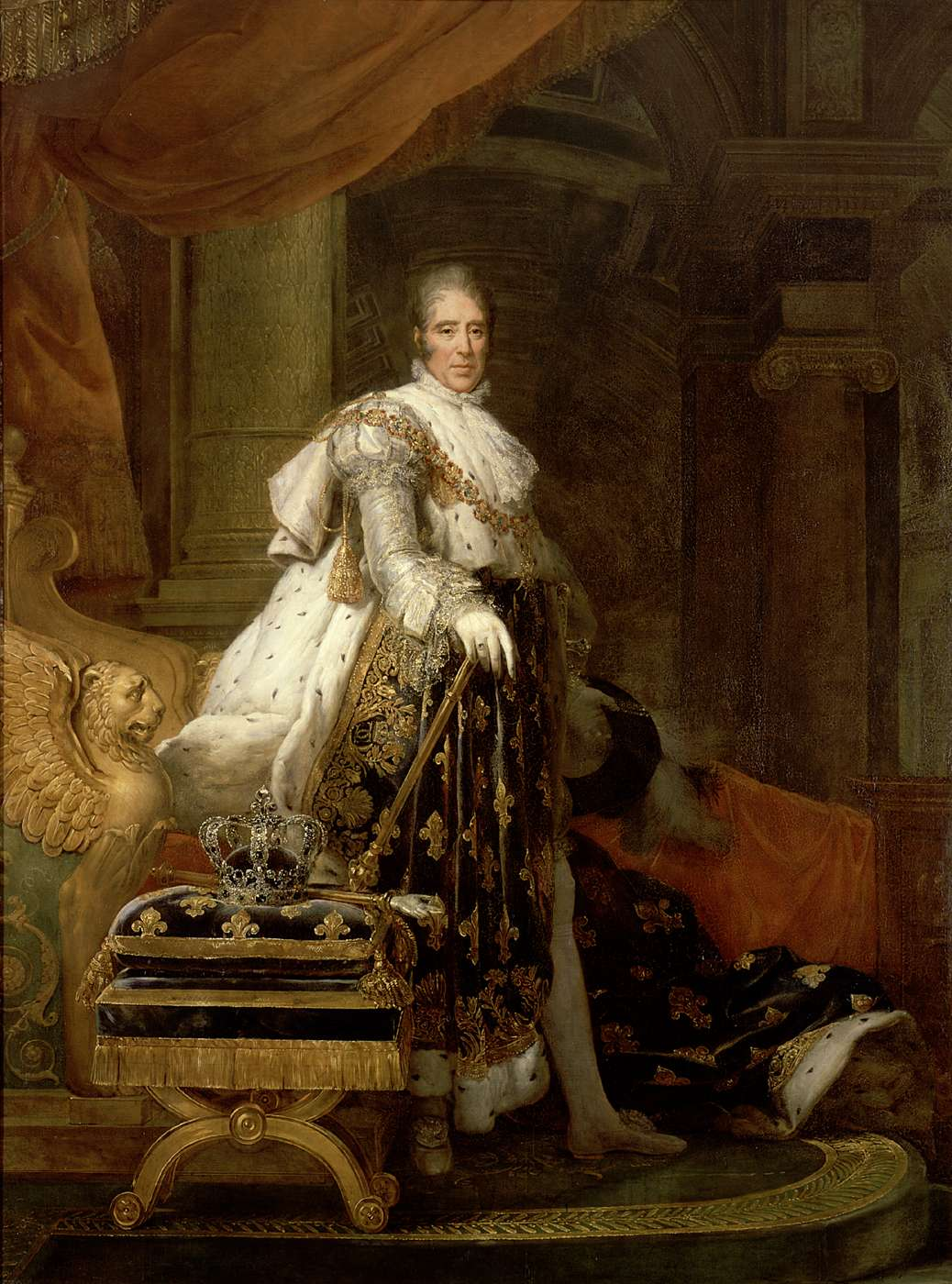
Ritratto di Carlo X di Francia, François Gérard. Il Reggente è incastonato nel Fleur de Lys nella parte superiore della Corona

Il diamante fu montato successivamente sulle corone di Luigi XVIII, Carlo X e Napoleone III. Infine, venne incastonato in un diadema destinato alla moglie di Napoleone III, l'imperatrice Eugenia, dove si trova tuttora.
All'abolizione del Secondo Impero il nuovo governo repubblicano francese vendette gran parte dei gioielli della Corona, ad eccezione delle pietre di valore storico come il Régent, che vennero prima incamerate nel nuovo tesoro e poi esposte al pubblico.
Il Régent è oggi visibile al Louvre, nella Galleria di Apollo, dove è esposto dal 1887. All'ultima stima, il suo valore è stato stimato in £ 48.000.000.

## Leggenda popolare
A causa degli scandali e delle sfortune, quando non vere e proprie tragedie, che ne hanno colpito i proprietari, le Regént è considerato, come molti altri, un diamante maledetto.